# Đỗ Văn Vẻ
Đỗ Văn Vẻ (sinh ngày 26 tháng 3 năm 1962) là doanh nhân và chính trị gia người Việt Nam. Ông là đại biểu Quốc hội Việt Nam khóa 13, thuộc đoàn đại biểu Quốc hội tỉnh Thái Bình, Ủy viên Ủy ban Khoa học, Công nghệ và Môi trường của Quốc hội, Phó Tổng Giám đốc Công ty CP Tập đoàn Hương Sen.

## Xuất thân
Đỗ Văn Vẻ quê quán ở xã Thái Phương, huyện Hưng Hà, tỉnh Thái Bình. 

## Giáo dục
Ông có bằng Thạc sỹ Quản trị Kinh doanh.

## Sự nghiệp
Ông gia nhập Đảng Cộng sản Việt Nam vào ngày 4/12/1987.
Từ 2011 đến 2016, ông là đại biểu Quốc hội Việt Nam khóa 13, thuộc đoàn đại biểu Quốc hội tỉnh Thái Bình, Bí thư Đảng bộ, Phó Tổng Giám đốc Công ty CP Tập đoàn Hương Sen; Phó Chủ tịch Thường trực Hội doanh nghiệp tỉnh, Chủ tịch Hội doanh nhân trẻ Thái Bình. Ủy viên Ban chấp hành Đảng bộ khối doanh nghiệp tỉnh, Ủy viên Ban thường vụ Liên hiệp các Hội KHKT tỉnh Thái Bình; Ủy viên Ủy ban Khoa học, Công nghệ và Môi trường của Quốc hội